# Frans Verberckmoes
Frans Verberckmoes (Grembergen, 13 april 1931 - 8 januari 2019) was een Belgisch advocaat en politicus voor de PVV en diens opvolger VLD.

## Levensloop
Verberckmoes werd licentiaat in de rechten en vestigde zich als advocaat in Dendermonde. Hij was van 1981 tot 1989 ook voorzitter van het door hem opgerichte Liberaal Verbond voor Zelfstandigen (LVZ).
Hij werd in 1971 voor de PVV verkozen tot lid van de Kamer van volksvertegenwoordigers  voor het arrondissement Dendermonde en vervulde dit mandaat tot in 1991. Van 1985 tot 1991 was hij secretaris van de Kamer. Daarna was hij van 1991 tot 1994 provinciaal senator in de Senaat. In de periode december 1971-oktober 1980 zetelde hij als gevolg van het toen bestaande dubbelmandaat ook in de Cultuurraad voor de Nederlandse Cultuurgemeenschap, die op 7 december 1971 werd geïnstalleerd. Vanaf 21 oktober 1980 tot november 1991 was hij lid van de Vlaamse Raad. Ten slotte was hij van 1970 tot 1994 ookgemeenteraadslid van Dendermonde.